# Batracomorphus centralensis
Batracomorphus centralensis är en insektsart som beskrevs av Rauno E. Linnavuori och Quartau 1975. Batracomorphus centralensis ingår i släktet Batracomorphus och familjen dvärgstritar. Inga underarter finns listade i Catalogue of Life.